# Glyphodes callipona
Glyphodes callipona is een vlinder uit de familie van de grasmotten (Crambidae), uit de onderfamilie van de Spilomelinae. De wetenschappelijke naam van deze soort is voor het eerst voorgesteld als Pagyda callipona door Alfred Jefferis Turner in een publicatie uit 1908.
De soort komt voor in Australië (Queensland).